# Pachystruthio
Lo struzzo gigante (gen. Pachystruthio) è un genere estinto di uccello struthioniforme vissuto nel Pliocene superiore-Pleistocene inferiore, in Georgia e in Crimea.
Il genere contiene tre specie: la specie tipo P. pannonicus, P. dmanisensis e P. transcaucasicus, originariamente classificate come specie del genere Struthio. È stimato che la specie P. dmanisensis potesse raggiungere un'altezza di 3,5 metri (11,5 piedi), per un peso di 450 kg (990 libbre), rendendolo molto più grande dei moderni struzzi nonché uno dei più grandi uccelli conosciuti. Sebbene Pachystruthio sia noto come lo struzzo gigante, la sua relazione tassonomica con gli struzzi esistenti del genere Struthio non è del tutto chiara.